# Кулойское городское поселение
Куло́йское городское поселение или муниципа́льное образова́ние «Куло́йское» — муниципальное образование со статусом городского поселения в Вельском муниципальном районе Архангельской области.
Соответствует административно-территориальной единице в Вельском районе — посёлок городского типа Кулой.
Административный центр — посёлок городского типа Кулой.

## География
Кулойское городское поселение располагается в центре Вельского района, к северу от реки Кулой. По территории поселения протекают реки: Ненюшка, Берёзовка, Большая Сельменьга. Поселение находится к востоку от районного центра города Вельск. 
Граничит:
- на севере и на востоке с муниципальным образованием «Ракуло-Кокшеньгсккое» ,
- на юге с муниципальным образованием «Верхнеустькулойское»,
- на западе с муниципальным образованием «Аргуновское».

## История
Муниципальное образование было образовано в 2006 году. 

## Население
| 2005  | 2010  | 2011  | 2012  | 2013  | 2014  | 2015  | 2016  | 2017  |
| ----- | ----- | ----- | ----- | ----- | ----- | ----- | ----- | ----- |
| 6806  | ↘5990 | ↘5961 | ↘5879 | ↘5780 | ↘5719 | ↘5509 | ↘5331 | ↘5218 |
| 2018  | 2019  | 2020  | 2021  | 2023  |       |       |       |       |
| ↘5136 | ↘5089 | ↘5075 | ↘4832 | ↘4727 |       |       |       |       |

## Населённые пункты
- посёлок Кулой
- посёлок Кулойского Совхоза

## Экономика
Железнодорожная отрасль.